# Гірський провідник

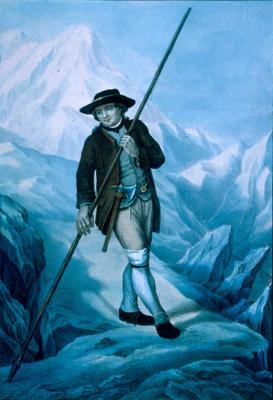
Жак Бальма (1762—1834) — савойський гірський провідник і людина, яка вважається одним з перших альпіністів у світі.

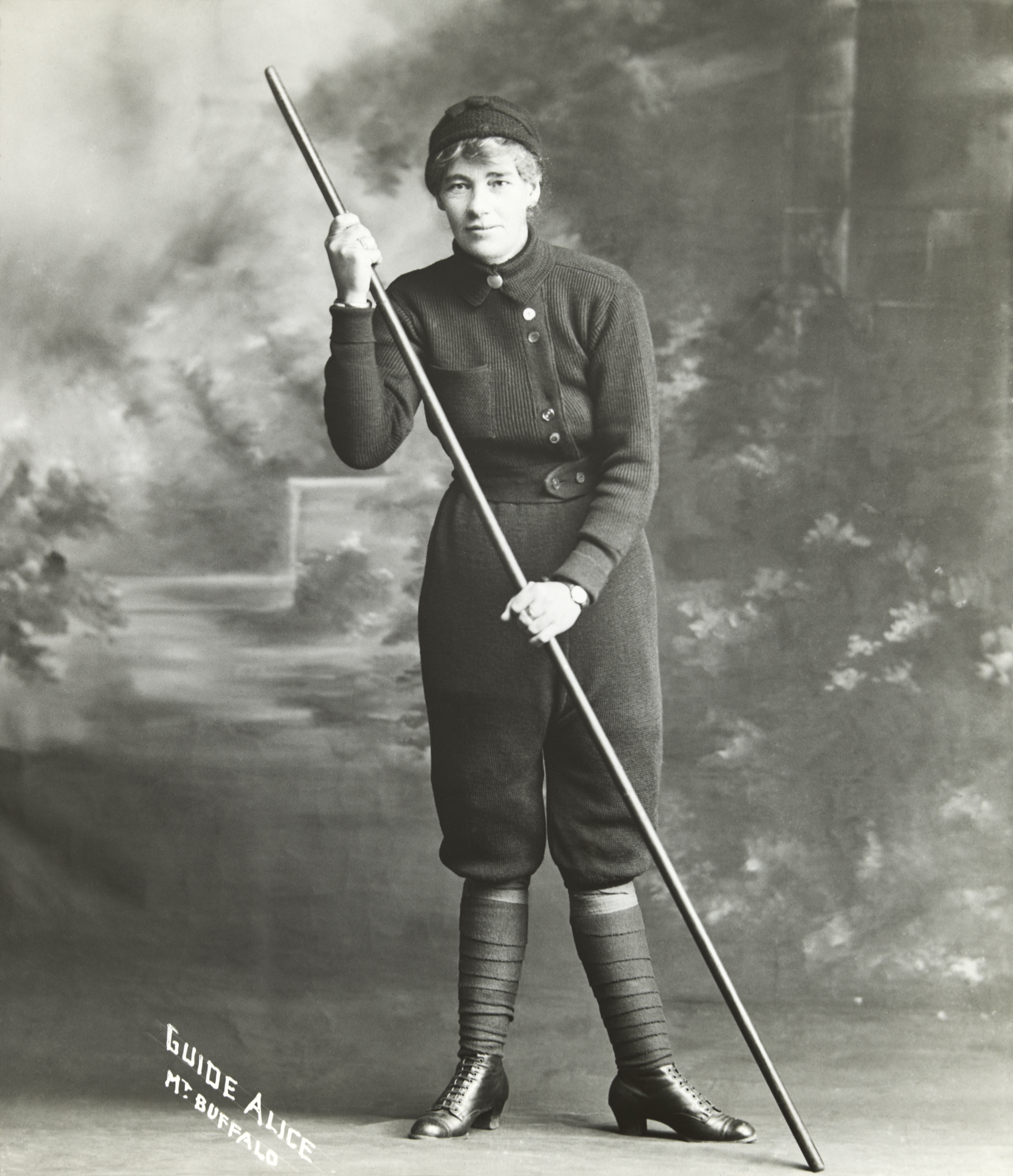
Еліс Менфілд (1878—1960) — австралійський гірський провідник, натураліст і фотограф, перша жінка цієї професії, а також перша жінка сучасного західного світу, яка зробила штани своєї повсякденним одягом. На фото вона у екіпіровці власного пошиття.

Гірський провідник — людина, яка добре знає гірську місцевість, у більшості випадків має великий досвід в альпінізмі, достатню фізичну силу і витривалість.
Як професія гірські провідники зародилися на початку XIX століття в Європі, коли сходження на Альпи було визнано спортом. Зараз щоб отримати сертифікат гірського провідника (у розвинених країнах) необхідно пройти багатоступінчастий курс підготовки, схвалений Міжнародною федерацією гірських провідників, на що може знадобиться від 1,5 до 7 років. Також «гірським провідником» неофіційно можна вважати місцевого жителя, який за плату проводить приїжджих по гористій місцевості в потрібну їм точку, по заданому маршруту, для чого потрібно лише добре знання місцевості.
Як і багато представників інших професій, гірські провідники об'єднуються в асоціації та федерації, національні та міжнародні. Найстаршою і найбільшою організацією провідників є Компанія провідників Шамоні, заснована в 1821 році і базується в Шамоні (Франція). Найбільшою міжнародною організацією гірських провідників є International Federation of Mountain Guide Associations, штаб-квартира якої знаходиться в Гштааді (Швейцарія). З 1979 року працює «Американська асоціація гірських провідників».
У Російській імперії недовгий час, з 1904 по 1917 роки, існувало Російське гірське товариство, яке здійснювало атестацію провідників, заснувало для них спеціальний жетон і видавало «Провідникову книжку». За радянських часів цю практику було скасовано, її замінила загальна система масового альпінізму. У XXI столітті професія гірських провідників знову стали потрібні на пострадянському просторі. У Росії, Киргизії та Грузії відкрилися асоціації гірських провідників, які проводять атестацію за стандартами Міжнародної федерації гірських провідників.
У світі існує кілька гірських вершин, яким присвоєні імена відомих гірських провідників. Життю гірського провідника присвячена книга Фрізон-Рош Роже «Перший у зв'язці», а в 1975 році у Франції вийшов фільм «Смерть провідника».